# ELES
ELES (predhodno Elektro-Slovenija) je državno podjetje, ki je sistemski operater prenosnega električnega omrežja v Sloveniji. Kot tako, je podjetje upravitelj vsega prenosnega električnega omrežja v Sloveniji, ki je v državni lasti. Omrežje temelji na daljnovodih napetosti 400 kV, 220 kV in 110 kV ter pripadajoči infrastrukturi. Je del Evropskega združenja sistemskih operaterjev elektroenergetskega omrežja (European Network of Transmission System Operators for Electricity, ENTSO-E).
Trenutni direktor podjetja je Aleksander Mervar.

## Zgodovina
Zgodovina družbe sega v leto 1953, ko je bilo ustanovljeno podjetje Elektroenergetski sistem, ki je bilo leta 1958 preoblikovano v Elektrogospodarsko skupnost Slovenije. To družbo je po novem sestavljajo dvanajst elektro-proizvodnih podjetij in Elektroprenos, medtem ko so iz sestave izločili distribucijska podjetja. Leta 1965 je bila Elektrogospodarska skupnost Slovenije ukinjena in ustanovljeno je bilo Poslovno združenje energetike Slovenije.
Leta 1972 je prišlo do ustanovitve Združenega podjetja elektrogospodarstva Slovenije (ZEPS), ki se je leta 1974 reorganiziralo v SOZD Elektrogospodarstvo Slovenije. Leta 1989 je bil SOZD preoblikovan v javno podjetje Elektrogospodarstvo Slovenije, p. o.
Novembra 1990 je bilo ustanovljeno javno podjetje Elektro-Slovenija, d.o.o. (ELES), ki je bilo namenjeno trgovanju z električno energijo. Leta 1999 je bil sprejet Energetski zakon, s katerim je podjetje prevzelo nalogo izvajalca storitve prenosa in upravljanja prenosnega omrežja.
3. septembra 2014 je bilo podjetje Elektro-Slovenija preimenovano v samo ELES, pri čemer je postalo sistemski operater prenosnega električnega omrežja v Sloveniji.
Marca 2017 je družba prejela nagrado "Slovenian Grand Security Award" v kategoriji "Najbolj varno podjetje" v letu 2018, ki jo podeljuje Inštitut za korporativne varnostne študije Ljubljana v sodelovanju s Slovenskim združenjem korporativne varnosti.
Z letom 2021 je pravna podlaga za sistemskega operaterja izločena iz Energetskega zakona v Zakon o oskrbi z električno energijo (ZOEE).
Konec leta 2023 je Vlada sprejela sklep o pripojitvi družbe SODO k družbi ELES, s čimer je ELES prevzel tudi naloge sistemskega operaterja distribucijskega omrežja.

## Poslanstvo
ELES "izvaja obvezno gospodarsko javno službo sistemskega operaterja prenosnega omrežja. Družba ima izključno pravico za opravljanje javne službe dejavnosti sistemskega operaterja na celotnem območju Republike Slovenije. V okviru opravljanja regulirane dejavnosti zagotavlja varno, zanesljivo in učinkovito obratovanje in vzdrževanje prenosnega sistema."
ELES se financira iz:
- omrežnine za uporabo prenosnega omrežja,
- plačila čezmejnih prenosnih kapacitet in
- prihodkov iz drugih, nereguliranih dejavnosti (trženje prostih kapacitet optičnega omrežja, itd.).[8]

## Skupina ELES
Skupino ELES sestavljajo matična, obvladujoča družba (ELES) ter odvisne (hčerinske) družbe:
- Talum, podjetje se ukvarja s proizvodnjo aluminija, zlitin in izdelkov;
- TRGEL, podjetje se ukvarja s trgovanjem električne energije;
- Stelkom, podjetje se ukvarja z elektronskimi komunikacijskimi storitvami.[8][9]

Poleg tega ima ELES še lastniške deleže v naslednjih podjetjih:
- BSP Regionalna Energetska borza, borzna dejavnost za slovenski (in deloma tudi srbski) trg električne energije,
- ELDOM, podjetje se ukvarja z upravljanjem objektov, turističnih kapacitet in drugimi storitvami,
- ter v več tujih družbah: 
  - TSC NET GmbH Munchen,
  - Capacity Allocation Service Company Luxemburg (CASC.EU),
  - Coordinated Auction Office for South East Europe Podgorica (SEE CAO).[8][9]

## Dejavnost
V slovenskem elektroenergetskem sistemu ima ELES nalogo vzdrževanja in zagotavljanja uporabe prenosnega električnega omrežja, pri čemer povezuje elektrarne v Sloveniji s petimi distribucijskimi podjetji (Elektro Celje, Gorenjska, Ljubljana, Maribor in Primorska) ter štirimi večjimi porabniki (Talum ter železarne Jesenice, Ravne in Štore).
Leta 2016 je ELES preko omrežja prevzel 22.475 GWh električne energije, pri čemer so upravljali s 2.863 km daljnovodov.
Na mednarodnem področju ELES sodeluje v naslednjih projektih:
- SINCRO.GRID, v sodelovanju s Hrvaško in sofinanciran s strani Evropske unije;
- NEDO, v sodelovanju z japonskim podjetjem Hitachi;
- FutureFlow, mednarodni raziskovalni projekt 12 partnerjev iz osmih evropskih držav;
- MIGRATE, financiran s strani Evropske komisije;
- Defender, mednarodni raziskovalni projekt 18 partnerjev iz devetih držav, sofinanciran s strani Evropske komisije.[12]